# Gustav Schmidt
Gustav Schmidt (Carsdorf, 24 aprile 1894 – Belgorod, 7 agosto 1943) è stato un generale tedesco.

## Biografia
Entrato nell'esercito imperiale tedesco nel 1913, dal 1914 prestò servizio sul fronte della prima guerra mondiale ove iniziò a distinguersi.
Il 6 gennaio 1942, ancora colonnello, divenne comandante della 19. Panzer-Division sino al 20 aprile 1942 quando la composizione della divisione venne riformata e lo stesso Schmidt venne riposto al suo comando col grado di Luogotenente Generale.
Il 7 agosto 1943, mentre la situazione si presentava critica sul fronte russo, preferì suicidarsi piuttosto che cadere nelle mani dei nemici sovietici.